# Anthony (Kansas)
Anthony is een plaats (city) in de Amerikaanse staat Kansas, en valt bestuurlijk gezien onder Harper County.

## Demografie
Bij de volkstelling in 2000 werd het aantal inwoners vastgesteld op 2440.
In 2006 is het aantal inwoners door het United States Census Bureau geschat op 2249, een daling van 191 (-7,8%).

## Geografie
Volgens het United States Census Bureau beslaat de plaats een oppervlakte van
4,0 km², geheel bestaande uit land. Anthony ligt op ongeveer 412 m boven zeeniveau.

## Plaatsen in de nabije omgeving
De onderstaande figuur toont nabijgelegen plaatsen in een straal van 20 km rond Anthony.